# Montaigu (Aisne)
Montaigu és un municipi francès situat al departament de l'Aisne i a la regió dels Alts de França. L'any 2007 tenia 698 habitants.

## Demografia

### Població
El 2007 la població de fet de Montaigu era de 698 persones. Hi havia 280 famílies de les quals 68 eren unipersonals (36 homes vivint sols i 32 dones vivint soles), 88 parelles sense fills, 100 parelles amb fills i 24 famílies monoparentals amb fills.
La població ha evolucionat segons el següent gràfic:
Habitants censats

### Habitatges
El 2007 hi havia 331 habitatges, 275 eren l'habitatge principal de la família, 31 eren segones residències i 24 estaven desocupats. 325 eren cases i 4 eren apartaments. Dels 275 habitatges principals, 204 estaven ocupats pels seus propietaris, 60 estaven llogats i ocupats pels llogaters i 11 estaven cedits a títol gratuït; 1 tenia una cambra, 12 en tenien dues, 41 en tenien tres, 75 en tenien quatre i 146 en tenien cinc o més. 222 habitatges disposaven pel capbaix d'una plaça de pàrquing. A 119 habitatges hi havia un automòbil i a 121 n'hi havia dos o més.

### Piràmide de població
La piràmide de població per edats i sexe el 2009 era:
| Homes | Edats   | Dones |
| ----- | ------- | ----- |
| 0     | 95 o +  | 0     |
| 0     | 90 a 94 | 0     |
| 0     | 85 a 89 | 4     |
| 0     | 80 a 84 | 0     |
| 12    | 75 a 79 | 16    |
| 24    | 70 a 74 | 12    |
| 8     | 65 a 69 | 16    |
| 8     | 60 a 64 | 24    |
| 32    | 55 a 59 | 12    |
| 28    | 50 a 54 | 40    |
| 20    | 45 a 49 | 16    |
| 24    | 40 a 44 | 16    |
| 20    | 35 a 39 | 32    |
| 36    | 30 a 34 | 20    |
| 12    | 25 a 29 | 16    |
| 20    | 20 a 24 | 16    |
| 20    | 15 a 19 | 8     |
| 32    | 10 a 14 | 40    |
| 32    | 5 a 9   | 8     |
| 28    | 0 a 4   | 12    |

## Economia
El 2007 la població en edat de treballar era de 456 persones, 321 eren actives i 135 eren inactives. De les 321 persones actives 282 estaven ocupades (164 homes i 118 dones) i 39 estaven aturades (19 homes i 20 dones). De les 135 persones inactives 45 estaven jubilades, 42 estaven estudiant i 48 estaven classificades com a «altres inactius».

### Ingressos
El 2009 a Montaigu hi havia 282 unitats fiscals que integraven 701 persones, la mediana anual d'ingressos fiscals per persona era de 16.075 €.

### Activitats econòmiques
Dels 19 establiments que hi havia el 2007, 1 era d'una empresa alimentària, 5 d'empreses de construcció, 8 d'empreses de comerç i reparació d'automòbils, 1 d'una empresa d'hostatgeria i restauració, 1 d'una empresa financera, 1 d'una empresa de serveis, 1 d'una entitat de l'administració pública i 1 d'una empresa classificada com a «altres activitats de serveis».
Dels 7 establiments de servei als particulars que hi havia el 2009, 1 era un taller de reparació d'automòbils i de material agrícola, 2 fusteries, 2 lampisteries, 1 electricista i 1 restaurant.
Dels 3 establiments comercials que hi havia el 2009, 1 era una botiga de menys de 120 m², 1 una fleca i 1 una sabateria.
L'any 2000 a Montaigu hi havia 10 explotacions agrícoles que ocupaven un total de 882 hectàrees.

## Equipaments sanitaris i escolars
El 2009 hi havia una escola elemental integrada dins d'un grup escolar amb les comunes properes formant una escola dispersa.

## Poblacions més properes
El següent diagrama mostra les poblacions més properes.